# Santiago Iglesias

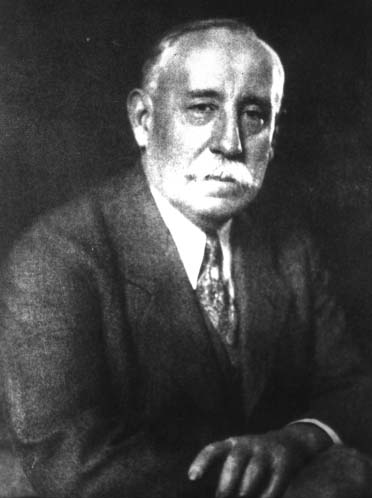
Santiago Iglesias

Santiago Iglesias Pantín   (* 22. Februar 1872 in La Coruña, Spanien; † 5. Dezember 1939 in Washington, D.C.) war ein puerto-ricanischer Politiker. Zwischen 1933 und 1939 vertrat er Puerto Rico als Delegierter (Resident Commissioner) im Repräsentantenhaus der Vereinigten Staaten.

## Werdegang
Santiago Iglesias besuchte die öffentlichen Schulen seiner Heimat und absolvierte danach eine Lehre als Schreiner. Anschließend ging er nach Kuba, wo er sich der Arbeiter- und Gewerkschaftsbewegung anschloss. Er war zwischen 1889 und 1896 Sekretär des dortigen Workingmen Trades Circle. Später zog er nach Puerto Rico, wo er zwischen 1898 und 1925 zu unterschiedlichen Zeiten drei Arbeiterzeitungen herausgab. Wegen seines Eintretens für die Arbeiterbewegung wurde er von deren Gegnern stark angefeindet und zeitweise auch inhaftiert. Im Jahr 1901 wurde er von Samuel Gompers, dem Präsidenten der American Federation of Labor, mit dem Aufbau der Tochterorganisationen dieser Gewerkschaft in Kuba und Puerto Rico beauftragt. Im Jahr 1915 gründete er die Partido Socialista in Puerto Rico. Zwischen 1917 und 1933 saß Iglesias im Senat von Puerto Rico. Von 1925 bis 1933 war er auch Sekretär der Pan-American Federation of Labor. Im Jahr 1908 bewarb er sich noch erfolglos für die Position des Kongressdelegierten aus Puerto Rico. Er war Mitglied der Coalición, in der seine Sozialistische Partei aufgegangen war.
Bei den Kongresswahlen des Jahres 1932 wurde Iglesias als nicht stimmberechtigter Delegierter in das US-Repräsentantenhaus in Washington gewählt, wo er am 4. März 1933 die Nachfolge von José Lorenzo Pesquera antrat. Nach einer Wiederwahl im Jahr 1936 konnte er dieses Mandat bis zu seinem Tod am 5. Dezember 1939 ausüben. Während dieser Zeit war er Mitglied im Ausschuss für Arbeit, im Landwirtschaftsausschuss und im Ausschuss für insulare Angelegenheiten. Er setzte sich erfolgreich dafür ein, dass einige Punkte des New-Deal-Programms der Bundesregierung unter Präsident Franklin D. Roosevelt auch in Puerto Rico verwirklicht wurden. Im Jahr 1936 wurde er bei einem Attentat verwundet.
Mit seiner Frau Justa Pastora Bocanegra hatte er elf Kinder. 